# André Boillot

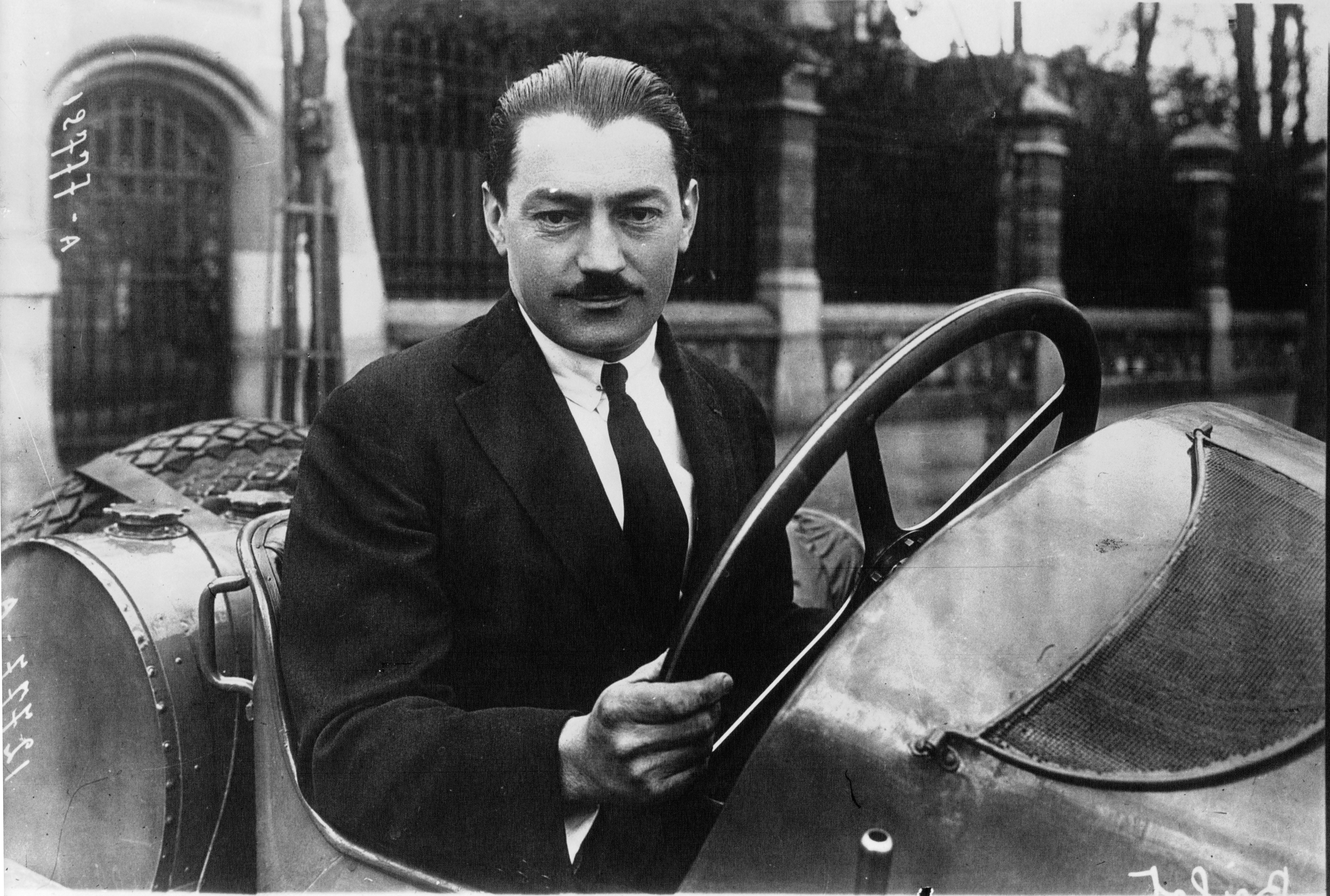
André Boillot 1924

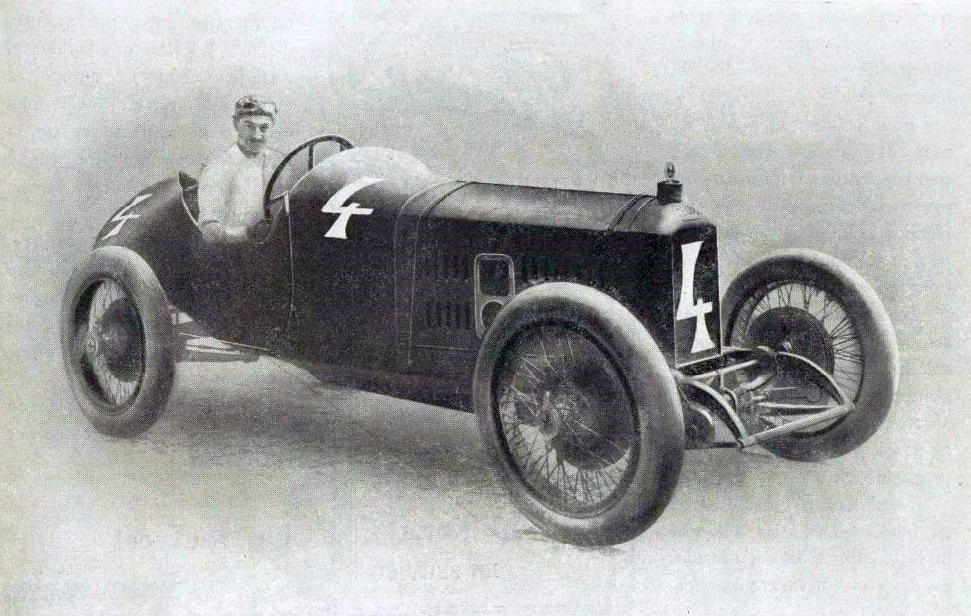
André Boillot bei der Targa Florio 1919

André Jacques Boillot (* 8. August 1891 in Valentigney; † 8. Juni 1932 in La Châtre) war ein französischer Autorennfahrer.

## Karriere als Rennfahrer
André Boillot kam in Valentigney im Département Doubs als Sohn von Louis Boillot und Catherine Jeanperain zur Welt, einem Ort, in dem neben ihm zwei weitere erfolgreiche französische Rennfahrer der Frühphase des Motorsports zur Welt kamen. Der eine war sein Bruder Georges Boillot, der andere Jules Goux, der 1913 als erster Europäer das 500-Meilen-Rennen von Indianapolis gewann. Sein Vater war ein enger Mitarbeiter des Fabrikdirektors der Peugeot-Produktionsstätte in Valentigney und ebnete seinen Söhnen den Einstieg ins Unternehmen. André Boillot arbeitete in den frühen 1910er-Jahren im Vertrieb am Peugeot-Standort in London.
Wie sein Bruder, der am 9. Mai 1916 bei einem Luftkampf gegen fünf Fokker über Bar-le-Duc abgeschossen wurde und am Morgen danach seinen Verletzungen erlag, kämpfe André Boillot im Ersten Weltkrieg als Kampfflieger an der Westfront. Auch er wurde bei einem Kampfeinsatz abgeschossen, überlebte den Absturz aber trotz schwerer Verletzungen. 1918 wurde ihm der Croix de guerre verliehen.
Von seinem Bruder inspiriert, begann André Boillot schon vor dem Beginn des Ersten Weltkriegs mit dem Motorsport. Nach dem Krieg kam er zurück zu Peugeot, wo sein Bruder in den 1910er-Jahren seine Erfolge eingefahren hatte. Zur Legende wurde sein Start bei der Targa Florio 1919. Bei der ersten Targa nach dem Krieg steuerte er einen Vorkriegs-Peugeot L25. Viele Zwischenfälle überschatteten das bei sehr schlechten Wetterbedingungen im November gefahrene Rennen. Antonio Ascari stürzte mit seinem Fiat S 57/14 B in einen Graben und wurde erst nach dem Rennen bei der Schlusspatrouille entdeckt und gerettet. Auch André Boillot hatte ein turbulentes Rennen. Als er nach der ersten Runde an der Haupttribüne vorbeifuhr, prallte er gegen einen Zaun, weil ihn winkende Zuschauer ablenkten. Ohne größeren Schaden am Peugeot konnte er weiterfahren. Ungefähr bei Halbzeit des Rennens übernahm Boillot die Führung vom bis dahin an der Spitze fahrenden René Thomas, der einen Ballot 5L lenkte. Als Boillot in der letzten Runde auf der inzwischen völlig verschlammten Bahn zur Ziellinie fuhr, standen vor der Haupttribüne bereits Zuschauer. Um den Zuschauern auszuweichen, zog Boillot die Handbremse und krachte nur 30 Meter von der Ziellinie entfernt mit dem Vorderwagen in die Holztribüne. Zuschauer halfen, den Wagen von den herabgestürzten Holzlatten zu befreien. Das Schieben des schweren Wagens mittels fremder Hilfe verhinderten herbeigeeilte Funktionäre, die ihm erklärten, er müsse entweder selber fahren oder selber schieben. Nach einigen Startversuchen gelang es Boillot, den Motor des Peugeot wieder in Gang zu bringen, und er fuhr rückwärts über die Ziellinie. Dort erklärte ihn die Rennleitung für disqualifiziert, weil er das Rennen im Rückwärtsgang beendet hatte, was nicht erlaubt sei. René Thomas’ Teamchef Édouard Ballot wollte nach dem Ausfall von Thomas einen französischen Sieg und konnte die Rennleitung davon überzeugen, dass man André Boillot einfach noch einmal über die Ziellinie fahren lassen sollte, diesmal mit dem Vorderwagen voran. Boillot tat wie ihm geheißen. Er fuhr noch einmal auf die Strecke, drehte bei der ersten Gelegenheit um und fuhr zum Sieg ins Ziel.
Weitere Erfolge gelangen André Boillot bei Langstreckenrennen in den 1920er-Jahren. 1926 siegte er mit Teampartner Louis Rigal im Peugeot Typ 174S beim 24-Stunden-Rennen von Spa-Francorchamps. Der Einsatz des Duos beim 24-Stunden-Rennen von Le Mans dieses Jahres endete mit einer Disqualifikation wegen eines defekten Windschilds am eingesetzten Peugeot. Ein weiterer Erfolg war der Gesamtsieg beim 24-Stunden-Rennen von Monza 1926. Außerdem gewann er 1922 und 1925 die Gesamtwertung der Coppa Florio.
Dreimal, 1919, 1920 und 1921, ging er beim 500-Meilen-Rennen von Indianapolis an den Start, wo er jedes Mal wegen technischer Defekte an den Einsatzwagen ausfiel. Seine besten Platzierungen als Grand-Prix-Pilot hatte er beim Großen Preis von Frankreich. 1921 wurde er ihm Talbot-Darracq Fünfter und 1929 im Peugeot Zweiter hinter William Grover-Williams im Bugatti T35B. Seinen letzten Grand-Prix-Start hatte er unter dem Pseudonym Dribus beim Großen Preis von Monaco 1931, wo er Sechster wurde.
1928 wurde er Sportdirektor bei Peugeot, ging aber weiterhin als Fahrer bei ausgewählten Veranstaltungen an den Start. André Boillot, der seit September 1926 mit Yvonne Hérissé, der Schwester der Sängerin Gaby Montbreuse, verheiratet war, verunglückte 1932 bei einem Bergrennen tödlich. Beim Côte d’Ars bei La Châtre kam sein Peugeot 201-X bei hoher Geschwindigkeit von der Strecke ab, prallte von der Fahrbahn ab und ging in Flammen auf. Er starb fünf Tage später an den Unfallfolgen in einem örtlichen Krankenhaus.

## Galerie

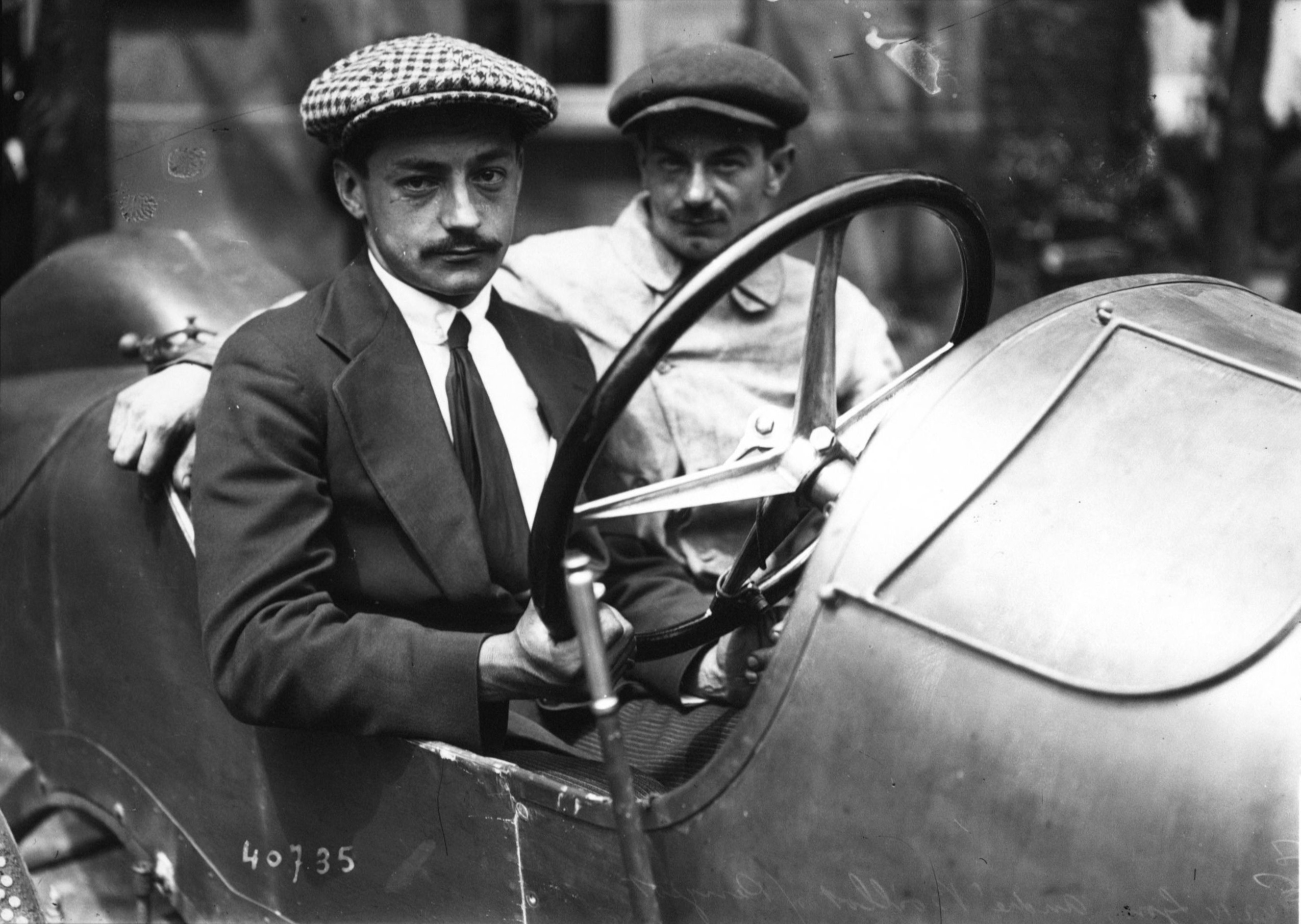
André Boillot beim Großen Preis von Frankreich 1914
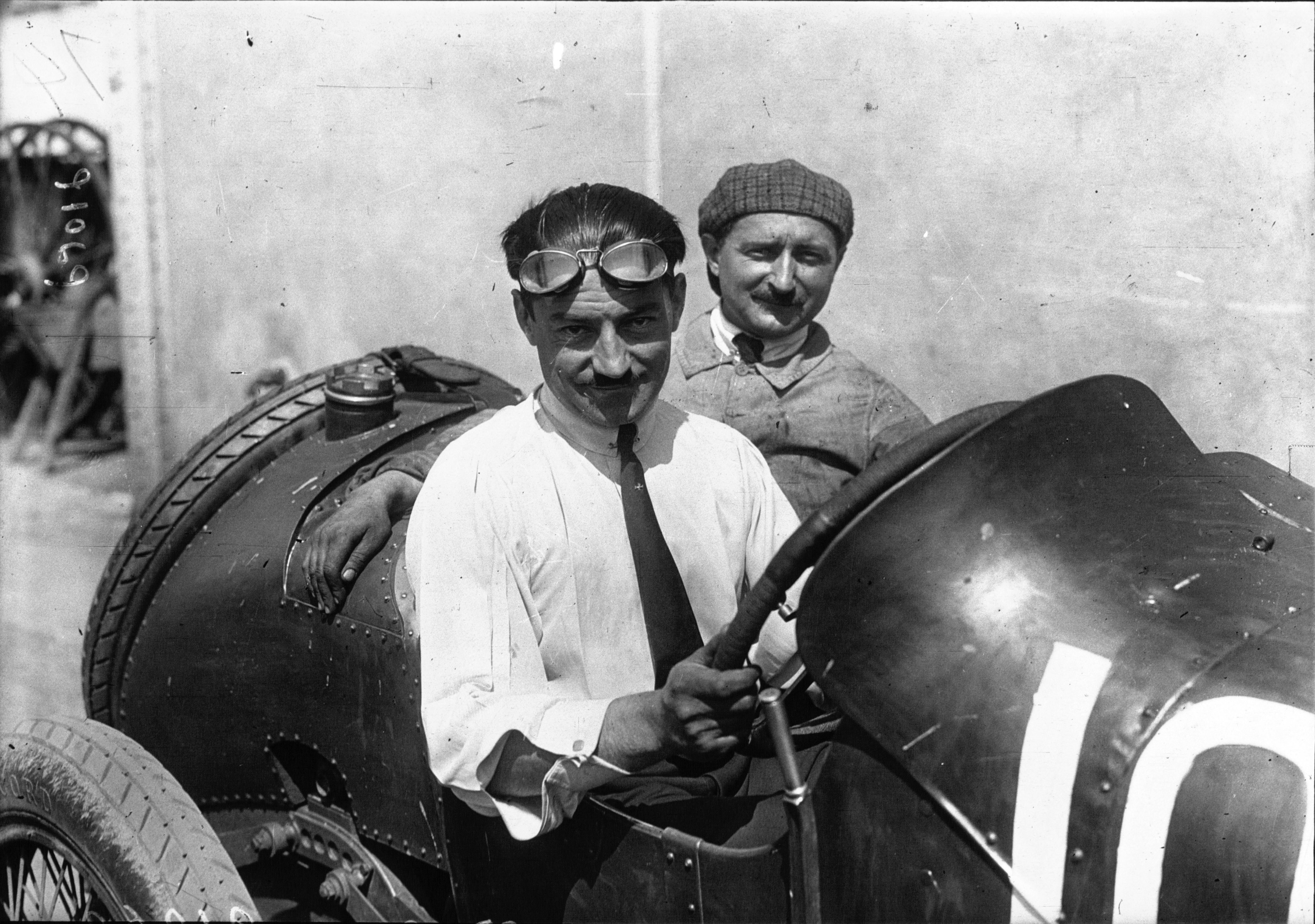
Beim Großen Preis von Frankreich 1921
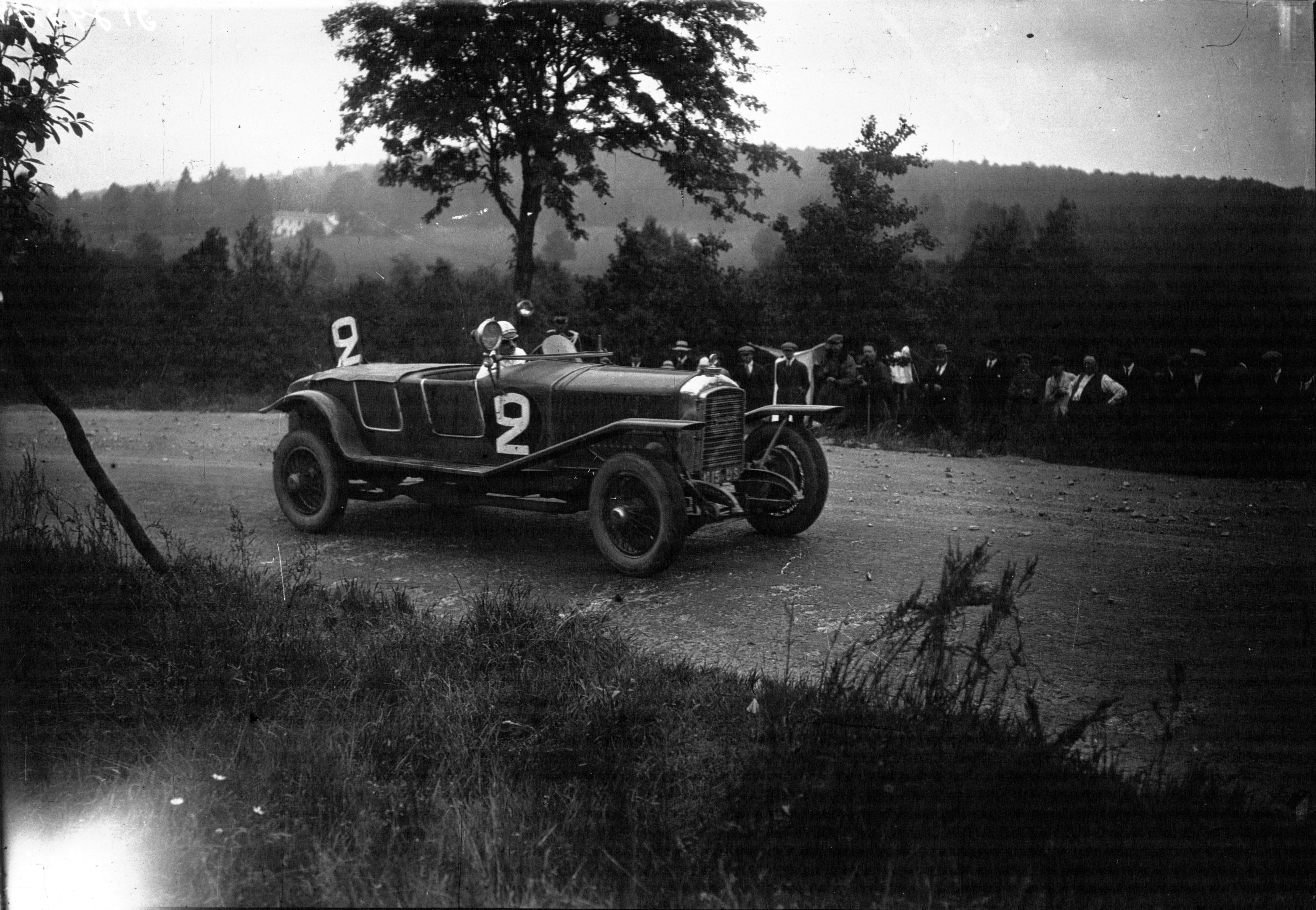
Auf Siegesfahrt beim 24-Stunden-Rennen von Spa-Francorchamps 1926
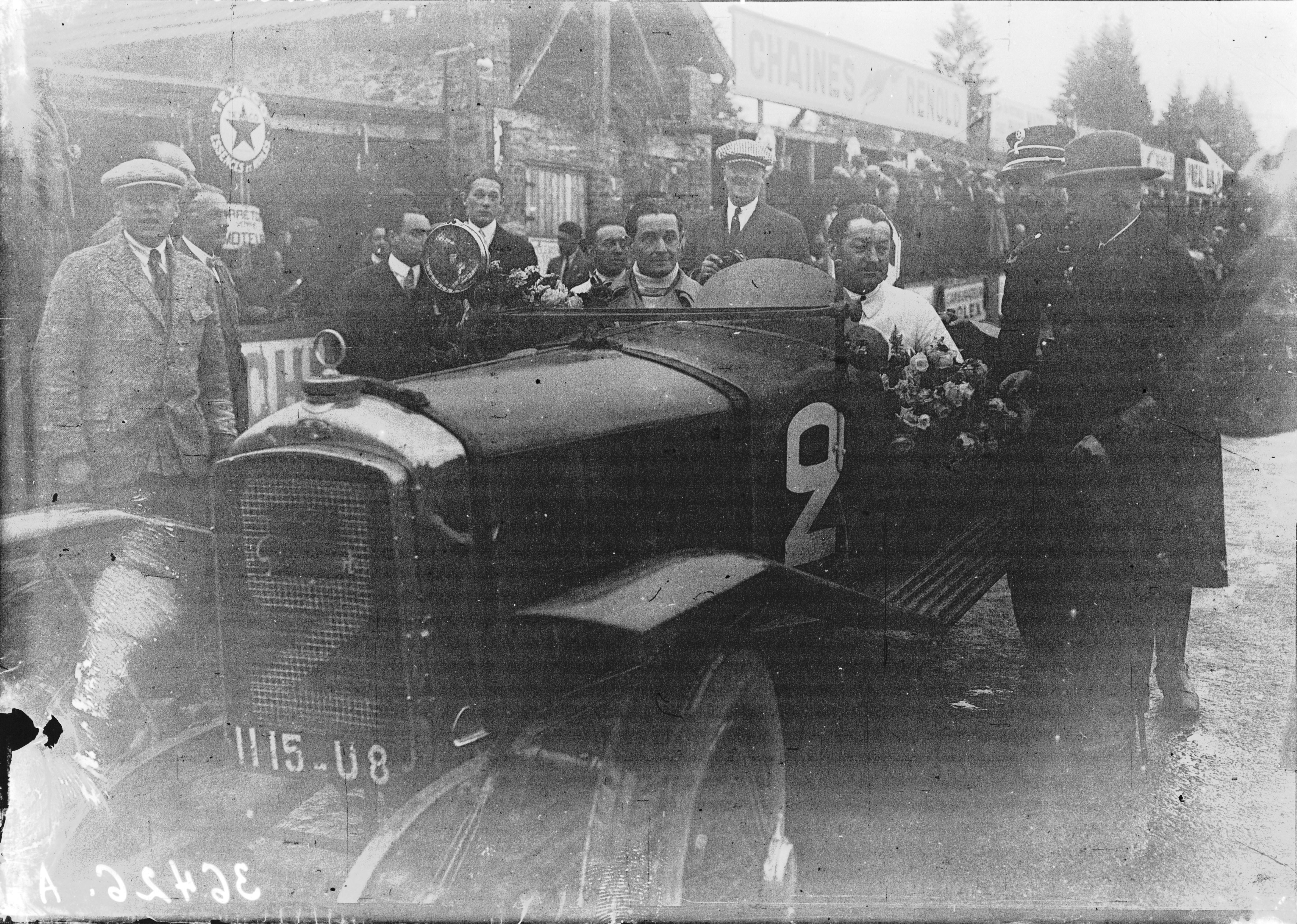
Mit Louis Regal nach dem Sieg beim 24-Stunden-Rennen von Spa-Francorchamps 1926
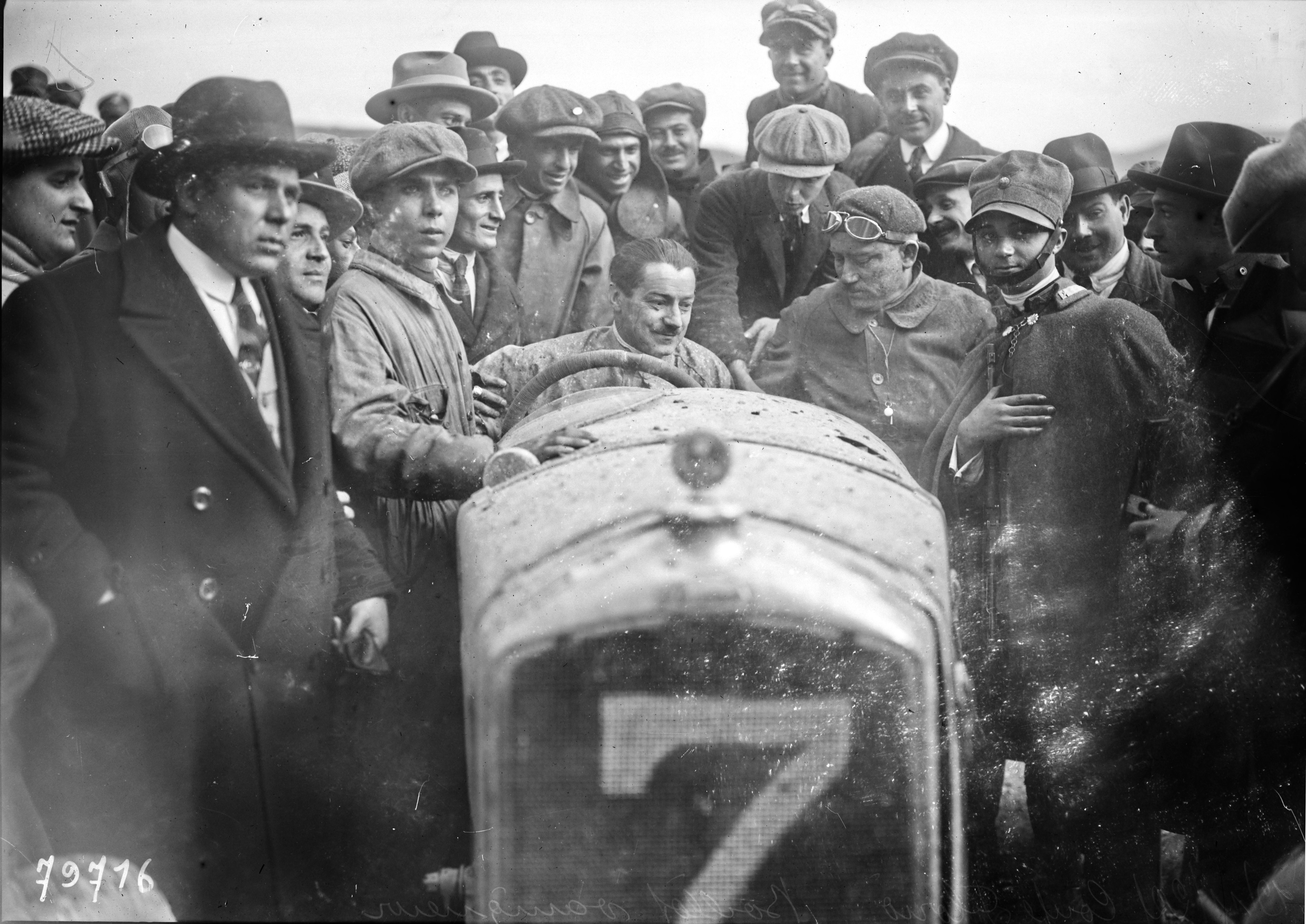
Nach dem Sieg bei der Coppa Florio 1922
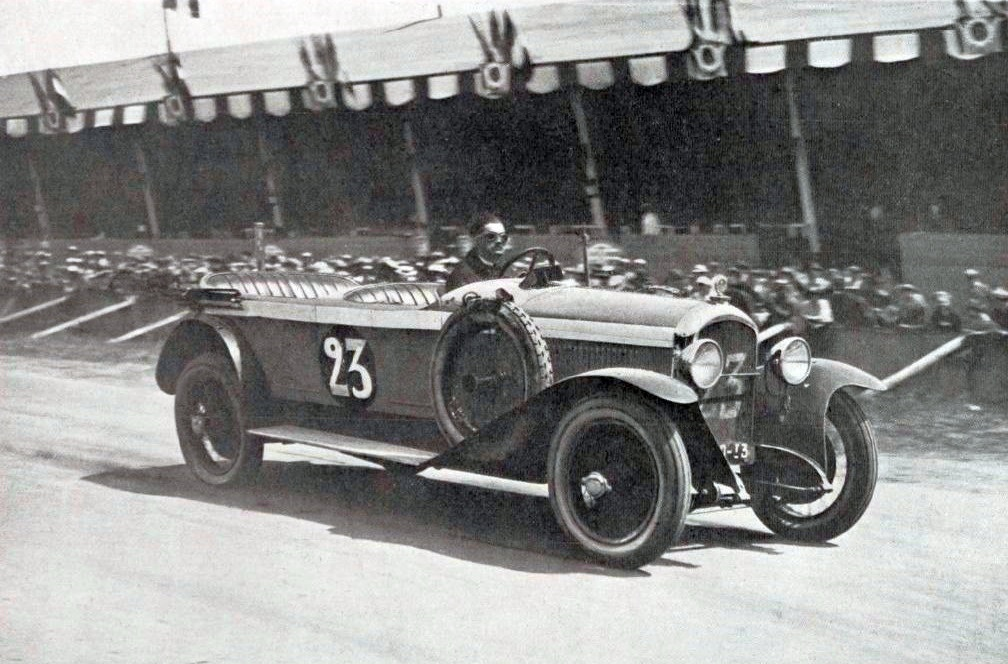
Im Peugeot 18CV beim Rahmenrennen zum Großen Preis von Frankreich 1923
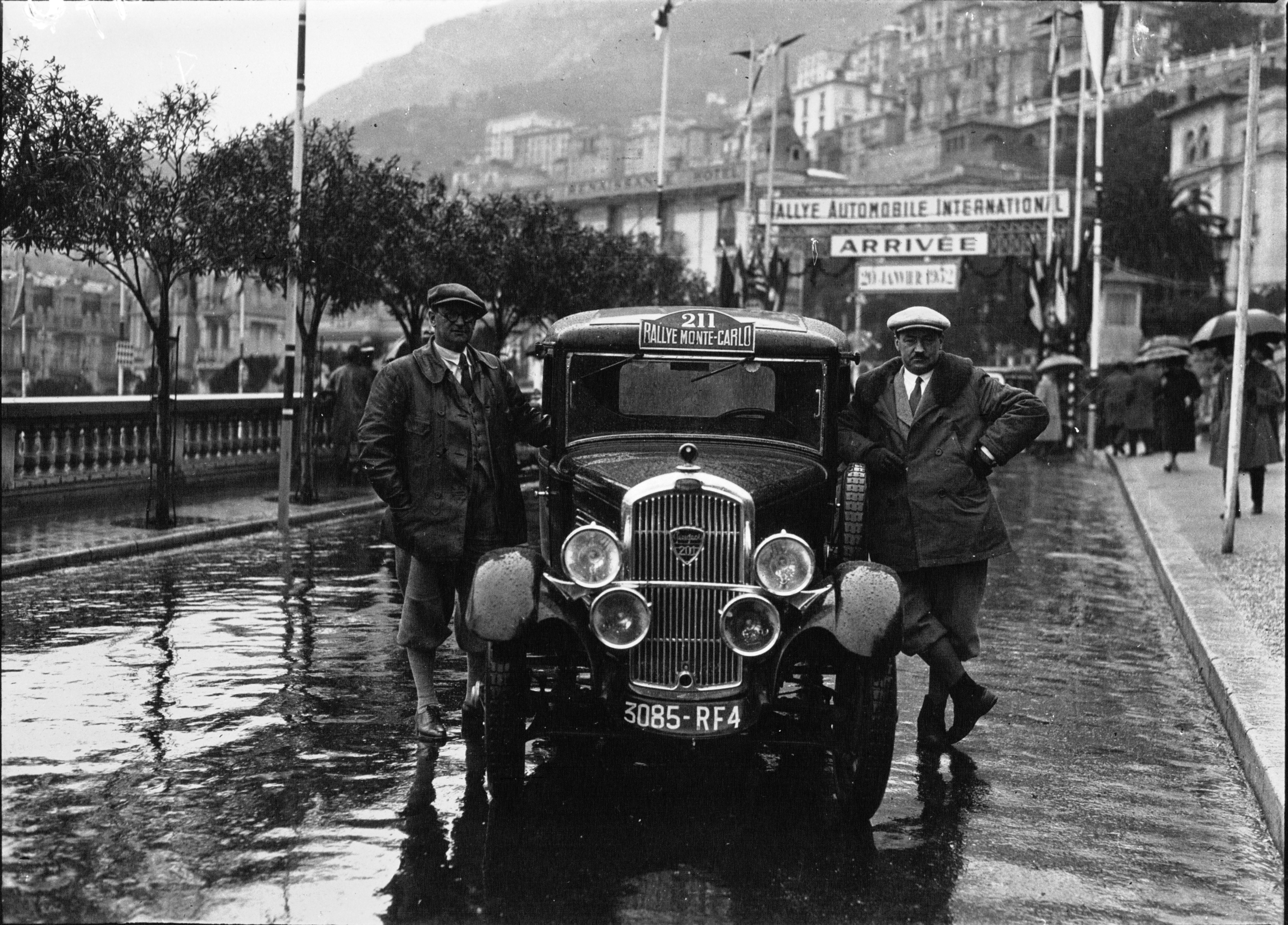
André Boillot (rechts) bei Rallye Monte Carlo 1932

## Statistik

### Le-Mans-Ergebnisse
| Jahr | Team                            | Fahrzeug     | Teamkollege | Platzierung     | Ausfallgrund |
| ---- | ------------------------------- | ------------ | ----------- | --------------- | ------------ |
| 1926 | Société des Automobiles Peugeot | Peugeot 174S | Louis Rigal | Disqualifiziert |              |

### 24-St-Spa-Ergebnisse
| Jahr | Team                            | Fahrzeug     | Teamkollege | Platzierung | Ausfallgrund |
| ---- | ------------------------------- | ------------ | ----------- | ----------- | ------------ |
| 1926 | Société des Automobiles Peugeot | Peugeot 174S | Louis Rigal | Gesamtsieg  |              |